# Julius Helbig
Julius Helbig (12. dubna 1831 Frýdlant – 24. března 1912 Frýdlant) byl historik a publicista, jenž se ve svých pracích věnoval oblasti Frýdlantska.

## Život
Po studiích pracoval coby finančník a též majitel tiskárny. Roku 1866 začaly ve Frýdlantě díky jeho přičinění vycházet noviny pojmenované Friedländer Wochenblatt. Dne 19. března 1905 stál spolu s dalším místním historikem, Antonem Franzem Resselem z Fojtky, u vzniku vlastivědného spolku Verein für Heimatkunde des Jeschken-Isergaues. Roku 1907 mu Německý horský spolek pro Ještědské a Jizerské hory udělil čestné členství za jeho zásluhy v péči o historii oblasti.
Bydlel ve Frýdlantě v domě číslo popisné 770. Během svého života byl dvakrát ženatý. Z prvního manželství měl dvě dcery, a sice Matyldu a Annu. Helbig je pohřben hřbitově ve Frýdlantě v hrobce číslo 13.

## Dílo
Helbig je autorem těchto děl:
- HELBIG, Julius. Friedlandia / herausgegeben von Julius Helbig. Vídeň: Jasper’s Witwe & Hügel, 1854. (německy)
- HELBIG, Julius. Die Kirche in Weisbach. Frýdlant: Josef Weeber, 1894. 23 s. (německy)